# Mikayel Minasyan
Mikayel Minasyan (in armeno Միքայել Մինասյան; Erevan, 1º ottobre 1977) è un diplomatico armeno.

## Biografia
Proviene da una prestigiosa famiglia armena della borghesia culturale di Erevan. Suo nonno, di cui porta il nome, è stato un filosofo, e suo padre, è il direttore del Surb Grigor Lusavorich Medical Center.
Ha condotto i suoi studi secondari presso il Collegio armeno di Venezia, dove ha raggiunto la maturità scientifica.
Nel 2000 si è laureato con lode in Scienze Internazionali e Diplomatiche presso l'Università di Trieste discutendo la tesi dal titolo "Dinamica geostrategica e geopolitica del Caucaso".
Nel 2004 ha acquisito il Dottorato di Ricerca in Scienze Storiche nell'Istituto di Storia presso l'Accademia Nazionale delle Scienze della Repubblica di Armenia dissertando sul tema "La questione armena e la Chiesa armena negli anni 1877-1878".

## Attività lavorativa
È stato project manager del corso di formazione professionale per giovani diplomatici del Ministero degli Esteri della Repubblica d’Armenia in collaborazione con il Ministero degli Affari Esteri della Repubblica Italiana.
Dal 1999 al 2002 ha fatto parte dello staff dell'Eurodeputato Demetrio Volcic, consulente per le relazioni UE-Caucaso meridionale.
Dal 2005 al 2013 Console Generale Onorario della Repubblica di San Marino in Armenia.
Dal 2007 al 2008 ha fatto parte dello staff del Primo Ministro della Repubblica d’Armenia, Serž Sargsyan.
E dal 2008- 2012 dello staff del Presidente della Repubblica d’Armenia, Serž Sargsyan acquisendo l'incarico di Primo Vice-capo del medesimo staff.
Dal 2013 è Ambasciatore presso la Santa Sede e presso il Sovrano militare ordine di Malta. Attualmente è anche ambasciatore presso la Repubblica di Portogallo. L'11 dicembre 2017 nell'ambito dell'attività diplomatica è stato insignito della Gran Croce Merito per l'importante contributo svolto nel rafforzare le relazioni tra la Repubblica di Armenia e il Sovrano militare ordine di Malta .
Il 2 novembre 2018 al termine di una difficile situazione politica interna in Armenia, l'Ambasciatore Mikayel Minasyan è stato richiamato in Patria e il 8 novembre dello stesso anno si è recato in visita di congedo dal Santo Padre accompagnato dalla Sua famiglia.